# Campeonato de Primera División 2010-11 (Argentina)
El Campeonato de Primera División 2010-11 fue la octogésima primera temporada de la era profesional del fútbol argentino. Se inició con el Torneo «Iveco del Bicentenario» Apertura 2010, disputado en el segundo semestre del primer año, y terminó con el Torneo «Néstor Kirchner» Clausura 2011-Copa Malvinas Argentinas, que se jugó en el primer semestre del segundo.
Los nuevos participantes fueron los tres equipos ascendidos de la Primera B Nacional 2009-10: Olimpo de Bahía Blanca, Quilmes y All Boys, instituciones que regresaron a la categoría luego de dos, tres y treinta años, respectivamente.
Al finalizar el primer torneo, quedaron determinados tres de los cinco equipos clasificados a la Copa Libertadores 2011; y al término de la temporada, se definieron los seis clasificados a la Copa Sudamericana 2011, y uno a la Copa Libertadores 2012. Asimismo, se produjeron dos descensos por el sistema de promedios a la Primera B Nacional, y los de otros dos equipos que perdieron la promoción.
Esta edición estuvo marcada por el primer descenso del Club Atlético River Plate, que perdió la categoría luego de permanecer, ininterrumpidamente, 102 años en Primera División; y de otros tres campeones del fútbol argentino: el Club Atlético Huracán, el Club de Gimnasia y Esgrima La Plata y Quilmes Atlético Club.

## Ascensos y descensos
| Pos.      | Equipos ascendidos de la B Nacional 2009-10 |
| --------- | ------------------------------------------- |
| 1.º       | Olimpo                                      |
| 2.º       | Quilmes                                     |
| Promoción | All Boys                                    |

| Prom. | Equipos descendidos en la temporada 2009-10 |
| ----- | ------------------------------------------- |
| 17.º  | Rosario Central                             |
| 19.º  | Atlético Tucumán                            |
| 20.º  | Chacarita Juniors                           |

## Sistema de disputa
Cada fase del campeonato fue un torneo independiente, llamados respectivamente Apertura y Clausura. Se jugaron en una sola rueda de todos contra todos, siendo la segunda las revanchas de la primera, y tuvieron su propio campeón.

## Equipos
| Equipo             | Ciudad       | Estadio                    | Capacidad |
| ------------------ | ------------ | -------------------------- | --------- |
| All Boys           | Buenos Aires | Islas Malvinas             | 21 500    |
| Argentinos Juniors | Buenos Aires | Diego Armando Maradona     | 24 800    |
| Arsenal            | Sarandí      | Julio Humberto Grondona    | 16 000    |
| Banfield           | Banfield     | Florencio Sola             | 34 901    |
| Boca Juniors       | Buenos Aires | Alberto J. Armando         | 50 230    |
| Colón              | Santa Fe     | Brigadier Estanislao López | 36 500    |
| Estudiantes        | La Plata     | Centenario                 | 30 200    |
| Gimnasia y Esgrima | La Plata     | Juan Carmelo Zerillo       | 21 500    |
| Godoy Cruz         | Godoy Cruz   | Malvinas Argentinas        | 40 268    |
| Huracán            | Buenos Aires | Tomás Adolfo Ducó          | 48 314    |
| Independiente      | Avellaneda   | Libertadores de América    | 50 655    |
| Lanús              | Lanús        | Ciudad de Lanús            | 46 619    |
| Newell's Old Boys  | Rosario      | Marcelo Bielsa             | 40 567    |
| Olimpo             | Bahía Blanca | Roberto N. Carminatti      | 17 000    |
| Quilmes            | Quilmes      | Centenario                 | 30 200    |
| Racing Club        | Avellaneda   | Presidente Perón           | 51 389    |
| River Plate        | Buenos Aires | Antonio Vespucio Liberti   | 65 645    |
| San Lorenzo        | Buenos Aires | Pedro Bidegain             | 43 963    |
| Tigre              | Victoria     | José Dellagiovanna         | 26 282    |
| Vélez Sarsfield    | Buenos Aires | José Amalfitani            | 49 540    |

### Distribución geográfica de los equipos
| Región                                   | Cant. | Equipos                                                                                         |
| ---------------------------------------- | ----- | ----------------------------------------------------------------------------------------------- |
| Ciudad de Buenos Aires                   | 7     | All Boys, Argentinos Juniors, Boca Juniors, Huracán, River Plate, San Lorenzo y Vélez Sarsfield |
| Conurbano bonaerense                     | 7     | Arsenal, Banfield, Independiente, Lanús, Quilmes, Racing Club y Tigre                           |
| Ciudad de La Plata                       | 2     | Estudiantes y Gimnasia y Esgrima                                                                |
| Provincia de Santa Fe                    | 2     | Colón y Newell's Old Boys                                                                       |
| Interior de la provincia de Buenos Aires | 1     | Olimpo                                                                                          |
| Provincia de Mendoza                     | 1     | Godoy Cruz                                                                                      |

## Torneo Apertura

### Tabla de posiciones final
| Pos. | Equipo                  | Pts. | PJ | PG | PE | PP | GF | GC | Dif. |
| ---- | ----------------------- | ---- | -- | -- | -- | -- | -- | -- | ---- |
| 1.º  | Estudiantes (LP)        | 45   | 19 | 14 | 3  | 2  | 32 | 8  | 24   |
| 2.º  | Vélez Sarsfield         | 43   | 19 | 13 | 4  | 2  | 33 | 9  | 24   |
| 3.º  | Arsenal                 | 32   | 19 | 9  | 5  | 5  | 22 | 19 | 3    |
| 4.º  | River Plate             | 31   | 19 | 8  | 7  | 4  | 21 | 18 | 3    |
| 5.º  | Godoy Cruz              | 29   | 19 | 7  | 8  | 4  | 32 | 25 | 7    |
| 6.º  | Racing Club             | 29   | 19 | 8  | 5  | 6  | 25 | 18 | 7    |
| 7.º  | Lanús                   | 28   | 19 | 8  | 4  | 7  | 20 | 25 | −5   |
| 8.º  | All Boys                | 26   | 19 | 7  | 5  | 7  | 24 | 23 | 1    |
| 9.º  | Newell's Old Boys       | 26   | 19 | 6  | 8  | 5  | 13 | 12 | 1    |
| 10.º | Colón                   | 26   | 19 | 7  | 5  | 7  | 21 | 29 | −8   |
| 11.º | Tigre                   | 25   | 19 | 7  | 4  | 8  | 24 | 24 | 0    |
| 12.º | Boca Juniors            | 25   | 19 | 7  | 4  | 8  | 20 | 20 | 0    |
| 13.º | Argentinos Juniors      | 24   | 19 | 6  | 6  | 7  | 22 | 21 | 1    |
| 14.º | San Lorenzo             | 24   | 19 | 6  | 6  | 7  | 18 | 20 | −2   |
| 15.º | Banfield                | 20   | 19 | 4  | 8  | 7  | 20 | 19 | 1    |
| 16.º | Quilmes                 | 19   | 19 | 4  | 7  | 8  | 14 | 23 | −9   |
| 17.º | Olimpo                  | 18   | 19 | 5  | 3  | 11 | 18 | 26 | −8   |
| 18.º | Huracán                 | 16   | 19 | 4  | 4  | 11 | 16 | 33 | −17  |
| 19.º | Gimnasia y Esgrima (LP) | 15   | 19 | 3  | 6  | 10 | 13 | 23 | −10  |
| 20.º | Independiente           | 14   | 19 | 2  | 8  | 9  | 13 | 26 | −13  |

|  | Campeón. Clasificó a la segunda fase de la Copa Libertadores 2011. |

|  |

## Tabla sumatoria del año 2010
Esta tabla fue confeccionada con las resultados de los torneos disputados cronológicamente en el año 2010, Clausura y Apertura, y fue utilizada para la clasificación a la Copa Libertadores 2011.
Argentina tuvo 5 cupos en la competición. Los 4 primeros, que clasificaron a la segunda fase, fueron para el campeón del Torneo Clausura 2010, el campeón del Torneo Apertura 2010, y los dos mejor ubicados en esta tabla. El cupo restante, que clasificó a la primera fase, fue para Independiente, por ser el campeón de la Copa Sudamericana 2010.
| Pos. | Equipo                  | Cl 10 | Ap 10 | Pts. | PJ | PG | PE | PP | GF | GC | Dif. |
| ---- | ----------------------- | ----- | ----- | ---- | -- | -- | -- | -- | -- | -- | ---- |
| 1.º  | Estudiantes (LP)        | 40    | 45    | 85   | 38 | 26 | 7  | 5  | 65 | 22 | 43   |
| 2.º  | Vélez Sarsfield         | 27    | 43    | 70   | 38 | 20 | 10 | 8  | 58 | 29 | 29   |
| 3.º  | Godoy Cruz              | 37    | 29    | 66   | 38 | 18 | 12 | 8  | 60 | 39 | 21   |
| 4.º  | Argentinos Juniors      | 41    | 24    | 65   | 38 | 18 | 11 | 9  | 57 | 44 | 13   |
| 5.º  | Racing Club             | 29    | 29    | 58   | 38 | 17 | 7  | 14 | 46 | 40 | 6    |
| 6.º  | Lanús                   | 29    | 28    | 57   | 38 | 16 | 9  | 13 | 45 | 48 | –3   |
| 7.º  | Newell's Old Boys       | 30    | 26    | 56   | 38 | 14 | 14 | 10 | 45 | 30 | 15   |
| 8.º  | River Plate             | 22    | 31    | 53   | 38 | 14 | 11 | 13 | 37 | 39 | –2   |
| 9.º  | Banfield                | 32    | 20    | 52   | 38 | 13 | 13 | 12 | 44 | 35 | 9    |
| 10.º | Arsenal                 | 19    | 32    | 51   | 38 | 14 | 9  | 15 | 41 | 52 | –11  |
| 11.º | Tigre                   | 24    | 25    | 49   | 38 | 14 | 7  | 17 | 52 | 50 | 2    |
| 12.º | Independiente           | 34    | 14    | 48   | 38 | 12 | 12 | 14 | 38 | 44 | –6   |
| 13.º | Colón                   | 21    | 26    | 47   | 38 | 11 | 14 | 13 | 41 | 61 | –20  |
| 14.º | Boca Juniors            | 20    | 25    | 45   | 38 | 12 | 9  | 17 | 48 | 55 | –7   |
| 15.º | San Lorenzo             | 20    | 24    | 44   | 38 | 12 | 8  | 18 | 34 | 41 | –7   |
| 16.º | Huracán                 | 26    | 16    | 42   | 38 | 11 | 9  | 18 | 37 | 55 | –18  |
| 17.º | Gimnasia y Esgrima (LP) | 24    | 15    | 39   | 38 | 9  | 12 | 17 | 34 | 52 | –18  |
| 18.º | All Boys                | –     | 26    | 26   | 19 | 7  | 5  | 7  | 24 | 23 | 1    |
| 19.º | Quilmes                 | –     | 19    | 19   | 19 | 4  | 7  | 8  | 14 | 23 | –9   |
| 20.º | Olimpo                  | –     | 18    | 18   | 19 | 5  | 3  | 11 | 18 | 26 | –8   |

|  | Clasificados a la segunda fase de la Copa Libertadores 2011. |

| 1. 2. 3. |

## Torneo Clausura

### Tabla de posiciones final
| Pos. | Equipo                  | Pts. | PJ | PG | PE | PP | GF | GC | Dif. |
| ---- | ----------------------- | ---- | -- | -- | -- | -- | -- | -- | ---- |
| 1.º  | Vélez Sarsfield         | 39   | 19 | 12 | 3  | 4  | 36 | 17 | 19   |
| 2.º  | Lanús                   | 35   | 19 | 10 | 5  | 4  | 29 | 16 | 13   |
| 3.º  | Godoy Cruz              | 34   | 19 | 10 | 4  | 5  | 33 | 28 | 5    |
| 4.º  | Olimpo                  | 30   | 19 | 8  | 6  | 5  | 28 | 23 | 5    |
| 5.º  | Argentinos Juniors      | 30   | 19 | 7  | 9  | 3  | 16 | 11 | 5    |
| 6.º  | Independiente           | 29   | 19 | 7  | 8  | 4  | 30 | 20 | 10   |
| 7.º  | Boca Juniors            | 28   | 19 | 7  | 7  | 5  | 24 | 22 | 2    |
| 8.º  | Banfield                | 27   | 19 | 7  | 6  | 6  | 24 | 24 | 0    |
| 9.º  | River Plate             | 26   | 19 | 6  | 8  | 5  | 15 | 15 | 0    |
| 10.º | Arsenal                 | 25   | 19 | 6  | 7  | 6  | 25 | 22 | 3    |
| 11.º | Tigre                   | 25   | 19 | 6  | 7  | 6  | 25 | 26 | −1   |
| 12.º | All Boys                | 25   | 19 | 7  | 4  | 8  | 14 | 19 | −5   |
| 13.º | Estudiantes (LP)        | 24   | 19 | 6  | 6  | 7  | 18 | 19 | −1   |
| 14.º | San Lorenzo             | 23   | 19 | 5  | 8  | 6  | 19 | 17 | 2    |
| 15.º | Racing Club             | 23   | 19 | 7  | 2  | 10 | 25 | 26 | −1   |
| 16.º | Colón                   | 21   | 19 | 6  | 3  | 10 | 20 | 27 | −7   |
| 17.º | Quilmes                 | 20   | 19 | 5  | 5  | 9  | 24 | 27 | −3   |
| 18.º | Gimnasia y Esgrima (LP) | 18   | 19 | 3  | 9  | 7  | 19 | 25 | −6   |
| 19.º | Newell's Old Boys       | 16   | 19 | 4  | 4  | 11 | 16 | 32 | −16  |
| 20.º | Huracán                 | 14   | 19 | 3  | 5  | 11 | 18 | 42 | −24  |

|  | Campeón. Clasificó a la segunda fase de la Copa Libertadores 2012. |

|  |

## Tabla de posiciones final del campeonato
Esta tabla fue utilizada como clasificatoria para la Copa Sudamericana 2011. Los 6 equipos mejor ubicados en ella, más Independiente (por haber sido el campeón de la edición 2010), clasificaron a la competición.
| Pos. | Equipo                  | Pts. | PJ | PG | PE | PP | GF | GC | Dif. |
| ---- | ----------------------- | ---- | -- | -- | -- | -- | -- | -- | ---- |
| 1.º  | Vélez Sarsfield         | 82   | 38 | 25 | 7  | 6  | 69 | 26 | 43   |
| 2.º  | Estudiantes (LP)        | 69   | 38 | 20 | 9  | 9  | 50 | 27 | 23   |
| 3.º  | Godoy Cruz              | 63   | 38 | 17 | 12 | 9  | 65 | 53 | 12   |
| 4.º  | Lanús                   | 63   | 38 | 18 | 9  | 11 | 49 | 41 | 8    |
| 5.º  | Arsenal                 | 57   | 38 | 15 | 12 | 11 | 47 | 41 | 6    |
| 6.º  | River Plate             | 57   | 38 | 14 | 15 | 9  | 36 | 33 | 3    |
| 7.º  | Argentinos Juniors      | 54   | 38 | 13 | 15 | 10 | 38 | 32 | 6    |
| 8.º  | Boca Juniors            | 53   | 38 | 14 | 11 | 13 | 44 | 42 | 2    |
| 9.º  | Racing Club             | 52   | 38 | 15 | 7  | 16 | 50 | 44 | 6    |
| 10.º | All Boys                | 51   | 38 | 14 | 9  | 15 | 38 | 42 | −4   |
| 11.º | Tigre                   | 50   | 38 | 13 | 11 | 14 | 49 | 50 | −1   |
| 12.º | Olimpo                  | 48   | 38 | 13 | 9  | 16 | 46 | 49 | −3   |
| 13.º | Banfield                | 47   | 38 | 11 | 14 | 13 | 44 | 43 | 1    |
| 14.º | San Lorenzo             | 47   | 38 | 11 | 14 | 13 | 37 | 37 | 0    |
| 15.º | Colón                   | 47   | 38 | 13 | 8  | 17 | 41 | 56 | −15  |
| 16.º | Independiente           | 43   | 38 | 9  | 16 | 13 | 43 | 46 | −3   |
| 17.º | Newell's Old Boys       | 42   | 38 | 10 | 12 | 16 | 29 | 44 | −15  |
| 18.º | Quilmes                 | 39   | 38 | 9  | 12 | 17 | 38 | 50 | −12  |
| 19.º | Gimnasia y Esgrima (LP) | 33   | 38 | 6  | 15 | 17 | 32 | 48 | −16  |
| 20.º | Huracán                 | 30   | 38 | 7  | 9  | 22 | 34 | 75 | −41  |

|  | Clasificados a la Copa Sudamericana 2011. |

| 1. 2. |

## Tabla de descenso
| Pos. | Equipo                  | Promedio | 2008-09 | 2009-10 | 2010-11 | Total | PJ  |
| ---- | ----------------------- | -------- | ------- | ------- | ------- | ----- | --- |
| 1.º  | Vélez Sarsfield         | 1,833    | 66      | 61      | 82      | 209   | 114 |
| 2.º  | Lanús                   | 1,736    | 75      | 60      | 63      | 198   | 114 |
| 3.º  | Estudiantes (LP)        | 1,728    | 57      | 71      | 69      | 197   | 114 |
| 4.º  | Banfield                | 1,456    | 46      | 73      | 47      | 166   | 114 |
| 5.º  | Argentinos Juniors      | 1,447    | 38      | 73      | 54      | 165   | 114 |
| 6.º  | Godoy Cruz              | 1,447    | 49      | 53      | 63      | 165   | 114 |
| 7.º  | Newell's Old Boys       | 1,429    | 52      | 69      | 42      | 163   | 114 |
| 8.º  | San Lorenzo             | 1,421    | 63      | 52      | 47      | 162   | 114 |
| 9.º  | Boca Juniors            | 1,412    | 61      | 47      | 53      | 161   | 114 |
| 10.º | Colón                   | 1,394    | 57      | 55      | 47      | 159   | 114 |
| 11.º | All Boys                | 1,342    | –       | –       | 51      | 51    | 38  |
| 12.º | Independiente           | 1,315    | 39      | 68      | 43      | 150   | 114 |
| 13.º | Racing Club             | 1,315    | 52      | 46      | 52      | 150   | 114 |
| 14.º | Arsenal                 | 1,307    | 46      | 46      | 57      | 149   | 114 |
| 15.º | Olimpo                  | 1,263    | –       | –       | 48      | 48    | 38  |
| 15.º | Tigre                   | 1,263    | 62      | 32      | 50      | 144   | 114 |
| 17.º | River Plate             | 1,236    | 41      | 43      | 57      | 141   | 114 |
| 18.º | Gimnasia y Esgrima (LP) | 1,096    | 55      | 37      | 33      | 125   | 114 |
| 19.º | Huracán                 | 1,096    | 58      | 37      | 30      | 125   | 114 |
| 20.º | Quilmes                 | 1,026    | –       | –       | 39      | 39    | 38  |

|  | Jugaron una promoción con dos equipos de la Primera B Nacional. |
|  | Descendieron a la Primera B Nacional.                           |

| 1. |

### Partido desempate por el decimoctavo puesto
| Huracán                                                                               | 0 - 2 | Gimnasia y Esgrima (LP) | La Bombonera | 22 de junio | 15:00 |
| Gimnasia y Esgrima (LP) jugó la promoción. Huracán descendió a la Primera B Nacional. |       |                         |              |             |       |

## Promociones
| Belgrano                                                     | 2 - 0 | River Plate | Gigante de Alberdi | 22 de junio | 21:00 |
| River Plate                                                  | 1 - 1 | Belgrano    | Monumental         | 26 de junio | 15:00 |
| Belgrano ascendió a Primera División con un global de 3 - 1. |       |             |                    |             |       |

| San Martín (SJ)                                                     | 1 - 0 | Gimnasia y Esgrima (LP) | Ingeniero Hilario Sánchez | 26 de junio | 19:10 |
| Gimnasia y Esgrima (LP)                                             | 1 - 1 | San Martín (SJ)         | Del Bosque                | 30 de junio | 15:00 |
| San Martín (SJ) ascendió a Primera División con un global de 2 - 1. |       |                         |                           |             |       |

1. ↑  Suspendido por disturbios protagonizados por los hinchas locales a los 90', con el resultado 1-1.[2] El 11 de agosto, el Tribunal de Disciplina le otorgó la victoria a Belgrano por 1 a 0.[3]

## Descensos y ascensos
Al concluir la temporada, cuatro equipos perdieron la categoría y fueron relegados a la Primera B Nacional. Descendieron directamente Quilmes y Huracán; este último igualó su posición y cayó en el partido de desempate ante Gimnasia y Esgrima La Plata, que también descendió al perder su promoción, al igual que River Plate. Fueron reemplazados para la temporada 2011-12 por Atlético de Rafaela, Unión, San Martín (SJ) y Belgrano.